# Асбах-Беуменхајм
Асбах-Бojменхајм (њем. Asbach-Bäumenheim) општина је у њемачкој савезној држави Баварска. Једно је од 43 општинска средишта округа Донау-Рис. Према процјени из 2010. у општини је живјело 4.269 становника. Посједује регионалну шифру (AGS) 9779115.

## Географски и демографски подаци
Асбах-Беуменхајм се налази у савезној држави Баварска у округу Донау-Рис. Општина се налази на надморској висини од 404 метра. Површина општине износи 11,9 km². У самом мјесту је, према процјени из 2010. године, живјело 4.269 становника. Просјечна густина становништва износи 359 становника/km².